# Eneko Conde Pujana
Eneko Conde Pujana (Basauri, 1978) è un pilota di rally spagnolo.

## Biografia
In coppia con il co-pilota Loren Serrano ha vinto nel 2021 la FIA E-Rally Regularity Cup e si è ripetuto nel 2022 a fianco di Lukas Sergnese. Tra il 2016 e il 2021 ha inoltre vinto sei volte il Campionato spagnolo energie alternative.